# Буковинська Маланка
Буковинська Маланка — міжнародний фестиваль Маланок, який проводиться щорічно 15 січня у м. Чернівці з 2011 року. Засновниця Фестивалю Маланок — голова ГО «Палітра Буковини» Оксана Лелюк. «Маланка-фест» — це святкова карнавальна хода гуртів-маланкарів центром міста. В основі фестивалю — багаторічна традиція новорічно-різдвяних свят. На площі Філармонії відбувається конкурс кращих маланкарів.
Кращу «маланку» визначають глядачі шляхом голосування на офіційному сайті.
Призовий фонд фестивалю — 100 тисяч грн, які розподіляють між 1, 2 і 3 місцем по 50, 30 та 20 тисяч гривень відповідно. В 2016 році фестиваль був благодійним, на якому відбувся збір коштів для українських воїнів-учасників АТО.
Кількість учасників у 2017 році — 49 колективів, в тому числі з Румунії та Молдови.
2018 року у фестивалі взяли участь 52 колективи, в тому числі з Румунії, Молдови та Білорусі.
2019 року фестиваль не проводився, але повернувся наступного року. У ньому взяло участь понад 30 колективів з України та Словенії.
2021 року проведення фестивалю скасували через карантин під час пандемії коронавірусної хвороби.